# Carl Ludwig Bossart
Carl Ludwig Bossart, auch: Karl Ludwig B. (* 16. Februar 1866 in Friedland (Mecklenburg); † 10. Februar 1945 in Neustrelitz) war ein deutscher evangelisch-lutherischer Theologe und Dompropst in Ratzeburg.

## Leben
Carl Ludwig Bossart stammte aus einer seit Generationen in Mecklenburg ansässigen Hugenotten-Familie. Er war der Sohn des Pastors an St. Nikolai in Friedland (1945 zerstört) und Kirchenrats Carl (Johann August) Bossart und dessen Ehefrau Louise (Karoline Auguste), geb. Froelich und jüngerer Bruder des späteren Staatsministers Heinrich Bossart.
Nach dem Besuch des Gymnasiums in Friedland, wo er Michaelis 1885 das Abitur bestand, studierte er 1885–1888 an den Universitäten Erlangen, Tübingen, Leipzig und Rostock Evangelische Theologie. Anschließend arbeitete er für ein Jahr in den Von Bodelschwinghschen Anstalten. Zu Michaelis 1892 wurde er Rektor der Stadtschule in Stargard und 1898 Pastor in Prillwitz (heute Ortsteil der Gemeinde Hohenzieritz). 1917 wurde er als Nachfolger von Ernst Ahlers als Dompropst an den Ratzeburger Dom berufen. 1933 erbat Bossart, der nach den Vorstellungen der Nationalsozialisten als „Halbjude“ galt, seine Versetzung in den Ruhestand.
Er heiratete am 7. April 1899 Therese von Hahn, die Tochter des Präsidenten August von Hahn in Darmstadt. Das Paar hatte eine Tochter und drei Söhne. Der Journalist Jürgen Corleis ist sein Enkel.